# Atalaya oligoclada
Atalaya oligoclada är en kinesträdsväxtart som beskrevs av Sally T. Reynolds. Atalaya oligoclada ingår i släktet Atalaya och familjen kinesträdsväxter. Inga underarter finns listade i Catalogue of Life.